# Contemplation
Pour les articles homonymes, voir Contemplation (homonymie).
La contemplation (theôria en grec est un déverbal de theôrô : je regarde, je contemple) est une application de l'esprit à voir et observer certaines réalités.
Le terme a un sens particulier dans la religion et dans l'art. L'état contemplatif offrant dans le premier cas à l'âme une proximité avec Dieu et dans le second avec la nature.

## Contemplation et philosophie
Platon associe l'état contemplatif à la symbolique de la lumière : le Bien éclaire de sa lumière toutes les Idées. (cf. La République, VI) Plotin évoque l'état contemplatif comme un « contact ineffable et inintelligible, antérieur à la pensée » (Ennéades, V, 3, 10).
Dans le livre X de Éthique à Nicomaque, Aristote précise que le bonheur réside dans la contemplation (theoria), qui est la plus haute activité (energeia) et qui permet à ce qu'il y a de plus haut dans l'homme, l'intellect (noûs), d'atteindre la connaissance. Mais, selon Aristote, cette activité contemplative ne peut être qu'un idéal que l'homme cherche à atteindre.
Quelques réserves sont pourtant émises sur la traduction chez Aristote de theoria par contemplation. Le mot contemplation ayant une connotation religieuse forte qui n'est pas nécessairement présente chez Aristote, la theoria étant « l'activité qui s'enquiert des causes et des principes de la réalité », donc une recherche rationnelle.

## Contemplation et art
« Trois opérations : Voir, opération de l'œil. Observer, opération de l'esprit. Contempler, opération de l'âme. Quiconque arrive à cette troisième opération entre dans le domaine de l'art. »

— Émile Bernard, Propos sur l'art
Dans l'art, la contemplation esthétique est un concept datant des philosophes grecs, sinon même des philosophes indiens comme Shankaracharya. Elle permet à l'individu, au travers de l'observation d'une œuvre quelle qu'elle soit, de se libérer de ses émotions impures. Ainsi, la musique est un adjuvant à la contemplation; en effet, certaines musiques, provenant de la tradition hindoue (cf. les mantras tels que « Om mani padme hum »), ont pour effet de plonger l'auditeur dans une réalité plus profonde, lui appartenant en propre comme à quiconque d'autre, voire dans un état contemplatif, ou parfois même plus actif, i.e. méditatif. Il arrive alors que l'on goûte à une fusionnelle et indicible union avec ce que Sri Aurobindo et bien d'autres sages indiens nomment le Divin, c'est-à-dire Brahman, ou Pouroushottama, se manifestant d'une part au travers de la Prakriti, la Nature, et étant d'autre part l'Absolu. Cette dichotomie n'est qu'apparente, car Brahman est la Réalité suprême et souveraine ; elle dépasse la dualité en ce sens que l'Absolu et le Relatif, tout autant d'ailleurs que le Bien et le Mal, ne sont alors plus que deux aspects d'une même Réalité.
Par ailleurs, selon Anagarika Govinda, la contemplation est une voie qui mène à la fruition du moment présent, l'annihilation de toute causalité ; l'homme qui a atteint l'état contemplatif et qui est capable de persévérer ainsi, ne serait alors plus conditionné par des pensées provenant de son intellection raisonnante et par conséquent limitant le champ de ses possibles. Peut-être est-ce là la synthèse des antagonismes et, entre autres, la solution au dilemme posé par la vision déterministe par rapport au libre arbitre ?

## Contemplation et religion

### Dans le christianisme
La contemplation, comme la prière et la méditation, est un moyen d'accéder au divin. Grégoire Ier dans son homélie XIV sur Ézéchiel développe une catéchèse complète sur la contemplation et la vie contemplative.
L'expression « contemplation eucharistique » n'est pas usuelle. Dans un contexte chrétien on préfère l'expression « adoration eucharistique » qui elle, est habituelle. Le mot adoration n'est utilisé en français contemporain que dans un contexte religieux. Il fait référence à la loi donnée à Moïse sur le mont Sinaï rapportée par la Bible au chapitre 20 du livre de L'Exode et au chapitre 5 du livre du Deutéronome.

### Dans le catholicisme

#### Définition

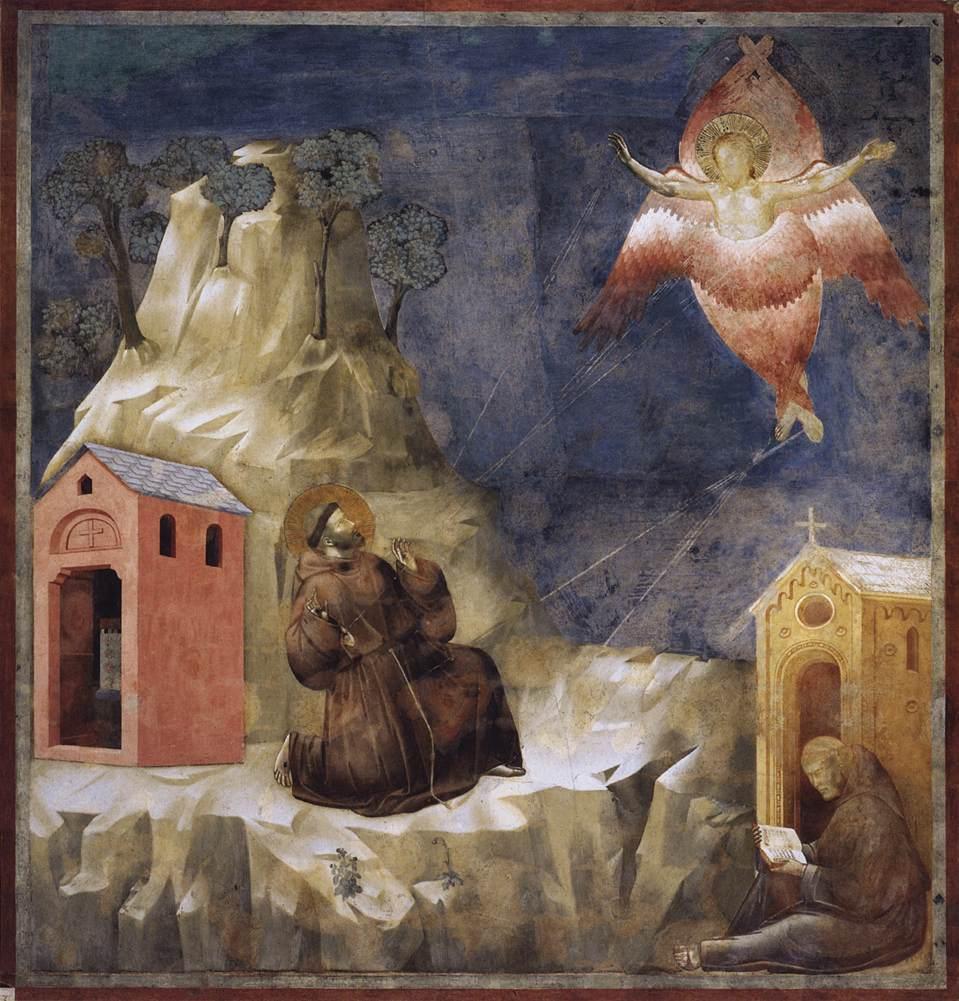
Saint François d'Assise recevant les stigmates.

Dès le début du christianisme, des religieux ont affirmé que le but de la contemplation est de « goûter dans notre cœur et expérimenter dans notre esprit la puissance de la présence divine et la douceur de la gloire céleste », vivre cette rencontre qui sera faite après la mort, « dès maintenant dans cette vie mortelle »,. C'est ce que redit le docteur de l'Église Jean de la Croix dans son ouvrage la Vive flamme d'Amour : « L'âme transformée en flamme d'Amour, reçoit un avant-gout de la vie éternelle », cette union de l'âme avec Dieu, amène l'âme à vivre de la vie de Dieu, et même de « posséder Dieu par l'union d'Amour ». La contemplation est alors « un état plus céleste que terrestre ».
La contemplation divine est parfois associée à des « phénomènes mystiques » particuliers (phénomènes appelés par l’Église catholique « grâces mystiques »). Dans le Catéchisme il est précisé que ces phénomènes sont exceptionnels et donnés gratuitement par Dieu, dans sa grande libéralité, « en vue de manifester le don gratuit (de la contemplation) fait à tous ». Parmi ces grâces spéciales nous pouvons citer : les extases, les stigmates, les visions, la lévitation…
L'entrée du fidèle dans la contemplation amène le fidèle à développer une action envers les autres car « le désir d'être utile à son prochain est le fruit de la vie spirituelle et contemplative ». L'action d'apostolat et la contemplation s'unissent : « l'âme n'est jamais plus active et puissante que lorsque Dieu la maintient dans la solitude de la contemplation ; elle n'est jamais plus contemplative que lorsqu'elle est engagée dans les travaux pour faire la volonté de Dieu et sous l'emprise de l'Esprit-Saint ».
Thérèse d'Avila dans ses écrits, comme Jean de la Croix dans son ouvrage la Vive Flamme d'amour, indiquent que le niveau d'apostolat progresse suivant l'avancée du fidèle dans les demeures, et atteint son paroxysme (« l'apostolat parfait ») lorsque le fidèle entre dans la 6e demeure. Le père Marie-Eugène de l'Enfant-Jésus, conclut que la contemplation est intrinsèquement liée à un apostolat en action, et que « l'union transformante ou mariage spirituel s’épanouit dans la maternité spirituelle ». La fécondité de l'union devient le « but à atteindre » du contemplatif.
Mais si le contemplatif ne peut lui-même mener les actions d'apostolat (comme les religieux cloitrés tel les chartreux, les clarisses…), cet apostolat rejaillit sur l’Église. Ce point, rapidement évoqué dans le catéchisme de l’Église catholique, a été affirmé par le pape saint Jean-Paul II, dans sa lettre aux chartreux en 1984 : la vie de prière, d'oraison et de contemplation (des chartreux) contribue à l’expansion de l'Église « par une fécondité apostolique cachée ».
L'entrée du fidèle dans la contemplation se produit également en conjonction avec la prière; en particulier la contemplation est un aspect important de la dévotion du Saint Rosaire qui unit la prière à la contemplation et est recommandé par l'Église catholique aussi en relation avec les apparitions de la Vierge Marie à Lourdes et Fátima. Dans la lettre apostolique Rosarium Virginis Mariae du pape Jean-Paul II, le rosaire est décrit comme « un itinéraire de contemplation. Par lui, en complément de ce qui se réalise dans la liturgie, la semaine du chrétien, enracinée dans le dimanche, jour de la résurrection, devient un chemin à travers les mystères de la vie du Christ, qui se manifeste dans la vie de ses disciples comme le Seigneur du temps et de l'histoire » ; en outre, par rapport à la caractéristique contemplative, en particulier il est souligné que « le rosaire est une prière orientée par nature vers la paix, du fait même qu'elle est contemplation du Christ, Prince de la paix et "notre paix" ».

#### Le chemin de la contemplation
L'oraison

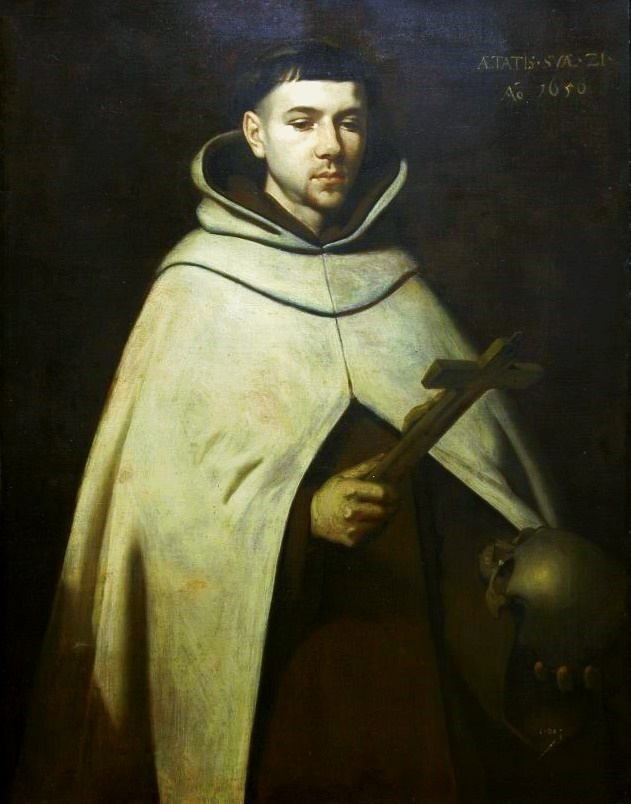
Jean de la Croix,docteur de l’Église, auteur de plusieurs ouvrages décrivant le chemin spirituel vers la contemplation dont La Montée du Carmel et La Vive Flamme d'amour.

Le point d'entrée de la contemplation est l'oraison silencieuse qui est écoute de Dieu et descente au plus profond de son âme pour le retrouver,,. Thérèse d'Avila a découpé le chemin du contemplatif en sept demeures, avec l'oraison au centre de son cheminement.
Pour le père Marie-Eugène de l'Enfant-Jésus, la vie mystique (et donc contemplative), concerne les quatre dernières demeures du château intérieur (à partir du moment où le fidèle entre pleinement dans une vie d'oraison). Mais si c'est le fidèle qui décide de faire oraison, l'entrée en contemplation n'est pas de son initiative, elle vient de Dieu car « la contemplation consiste à recevoir ». Les chartreux précisent : « le secret de la contemplation est d'abord de reconnaître et d'accepter notre pauvreté, puis de nous abandonner entre les mains de notre Père », « notre seule œuvre est de croire, de faire confiance à sa tendresse sans mesure, de nous rendre disponible pour qu'Il réalise en notre être le plus intime son dessein d'amour ».
Les épreuves
Le chemin d'approfondissement de la vie spirituelle, d’approfondissement de la vie contemplative passe par les épreuves et la souffrance : le catéchisme dit « le chemin de la perfection passe par la croix. Il n’y a pas de sainteté sans renoncement et sans combat spirituel ». Ainsi, à la suite de nombreux saints et mystiques, l’Église catholique déclare que le contemplatif ne pourra progresser dans la contemplation (ou simplement continuer à jouir des grâces contemplatives) s'il n'est pas « prêt à embrasser sa Croix », avec « une résolution ferme, une détermination absolue, inébranlable, de ne pas s'arrêter avant d'avoir atteint la source quoi qu'il arrive ou puisse survenir, quoi qu'il en puisse coûter, quelques critiques dont on soit l'objet, qu'on doive arriver au but ou mourir en chemin, accablé sous le poids des obstacles » à « s'engager dans un amour désintéressé » pour Dieu. Le père Marie-Eugène estime que peu d'âmes arrivent à la vie mystique par manque de courage, de volonté et de directeur spirituel éclairé. Au XVIe siècle Jean de la Croix écrivait déjà : « peu d'âmes atteignent ce haut degré de perfection de l'union avec Dieu (…) parce qu'elles refusent d'être menées par la voie des souffrances ». Thérèse d'Avila précise que ce chemin doit être suivi par amour, par un « amour désintéressé » et déterminé.
Les purifications de l'âme
Le docteur de l’Église Jean de la Croix qui a décrit ce chemin de contemplation et de purification indique qu'après une phase de purification « active » de l'âme, il entre dans une nouvelle phase spirituelle appelée « nuit obscure » où Dieu devient l'acteur principal de la purification, et le sujet (ainsi que son âme) se trouvent « passifs ». La contemplation devient alors « purificatrice ». Mais cette âme, sanctifiée par Dieu, se croira alors « abandonnée de Dieu » voire « n'ayant plus la foi »,.

### Dans le yoga hindou
L'équivalent de la notion de contemplation dans le yoga serait le samâdhi. Le samâdhi est la contemplation profonde. Mircea Eliade traduit par « enstase », pour opposer à l'extase, où l'âme sort, va à extérieur. Le mot samâdhi, dans le Râja-Yoga, celui des Yoga Sūtra de Patañjali (IIe siècle av. J.-C. ?) signifie : état d'union avec le Dieu personnel ou d'absorption dans l'Absolu. Le samâdhi est le huitième, l'ultime des « huit membres » (ashtânga-yoga) du yoga classique (Kriyâ-Yoga, Râja-Yoga, Hatha-Yoga).

## Contemplation et littérature
De nombreux auteurs, notamment dans la période romantique, trouvent dans la contemplation de la nature une source d'inspiration. Chateaubriand, dans un conte pour enfant, résume la contemplation à l'aide des trois verbes : regarder, aimer, ressembler. Victor Hugo dans son recueil de poésies Les Contemplations voit dans la contemplation une porte vers le bonheur, l'amour, le souvenir.
L'écrivain-philosophe autrichien Robert Musil en a fait le thème profond de l'Homme sans qualités.
La contemplation n'est pas, pour cet auteur, simple opposition à l'action. C'est une attitude qui consiste, en fait, à modifier sans arrêt ses propres points de vue sur le monde.

## Citations
« Voilà exactement ce que nous dit Plotin : toute chose se réjouit, toute chose se réjouit d'elle-même, et elle se réjouit d'elle-même parce qu'elle contemple l'autre. Vous voyez, non pas parce qu'elle se réjouit d'elle-même. Toute chose se réjouit parce qu'elle contemple l'autre. Toute chose est une contemplation, et c'est ça qui fait sa joie. C'est-à-dire que la joie c'est la contemplation remplie. Elle se réjouit d'elle-même à mesure que sa contemplation se remplit. Et bien entendu ce n'est pas elle qu'elle contemple. En contemplant l'autre chose, elle se remplit d'elle-même. La chose se remplit d'elle-même en contemplant l'autre chose. Et il dit : et non seulement les animaux, non seulement les âmes, vous et moi, nous sommes des contemplations remplies d'elles-mêmes. Nous sommes des petites joies. »

— Gilles Deleuze, cours du 17 mars 1987 à l'université de Vincennes

« Le plus haut point de rupture envers cette société technicienne, l’attitude vraiment révolutionnaire, serait l’attitude de contemplation au lieu de l’agitation frénétique. »

— Jacques Ellul, Autopsie de la révolution, 1969

« Contemplation. Facile et merveilleuse, vibrante sans effort. Appui pour un possible infini virtuel, espace hors de l'espace, prothèse de ton dépassement. Sustentation délicieuse, descente, et recommencement. »

— Pierre Guéry, En quel pays étrange, récit - Éditions Maelström, 2011